# نادي ألبيون روفرز
نادي ألبيون روفرز هو نادي كرة قدم بريطاني أٌسس عام 1882. يلعب النادي في دوري كرة القدم الاسكتلندي الدرجة الثانية ‏.